# North American A-5 Vigilante
North American A-5 Vigilante byl výkonný palubní nadzvukový strategický bombardér, navržený pro US Navy. Jeho služba v roli úderného letounu s jadernou výzbrojí, ve které nahradil letoun Douglas A-3 Skywarrior, byla velmi krátká, avšak ve variantě RA-5C, rozsáhle posloužil během války ve Vietnamu v roli taktického průzkumného letounu. Před sjednocením značení letounů US Navy a USAF v roce 1962 byl letoun označen jako A3J Vigilante. Letoun byl znám pod přezdívkou „Vigi“.

## Vývoj

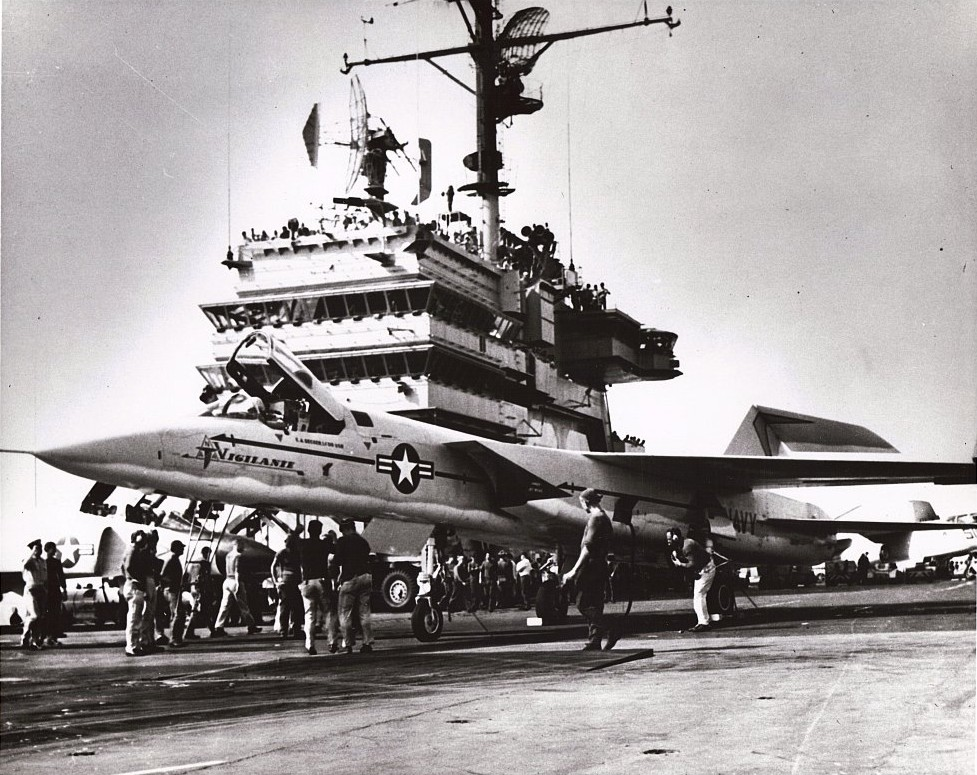
A3J-1 během zkoušek na lodi USS Saratoga, 1960.

V roce 1953, společnost North American Aviation začala pracovat z vlastní iniciativy na návrhu palubního bombardéru s dlouhým doletem, do každého počasí a schopného nést jadernou výzbroj nadzvukovou rychlostí. Tým vývojářů vedl Frank G. Compton. Tento navrhovaný koncept pojmenovaný NAGPAW (North American General Purpose Attack Weapon) a později označovaný NA-233 byl přijat US Navy s některými úpravami v roce 1955. Původní návrh například počítal s dvojitou svislou ocasní plochou, což námořnictvo zamítlo. Dalším zamítnutým návrhem bylo umístění pomocné rakety poháněné palivem a peroxidem vodíku, která by umožnila ještě rychlejší opuštění oblasti jaderného výbuchu. Námořnictvo však považovalo manipulaci s tak nestabilní a reaktivní látkou na palubě letadlové lodi za něco nepřijatelného.
Kontrakt byl uzavřen 29. srpna 1956. Byly objednány dva létající prototypy, které dostaly označení YA3J-1. První prototyp vzlétl o dva roky později 31. srpna 1958 ve městě Columbus, Ohio. První přistání na letadlové lodi USS Saratoga se uskutečnilo v červenci 1960.
Druhý prototyp poprvé vzlétl v listopadu 1958. Tento prototyp však byl ztracen 3. června 1959, když mu selhaly hydraulické a elektrické systémy.
Všechny varianty letounu Vigilante byly stavěny v pobočce společnosti North American Aviation v Port Columbus Airport ve městě Columbus, stát Ohio, společně s letouny T-2 Buckeye a OV-10 Bronco.

## Popis

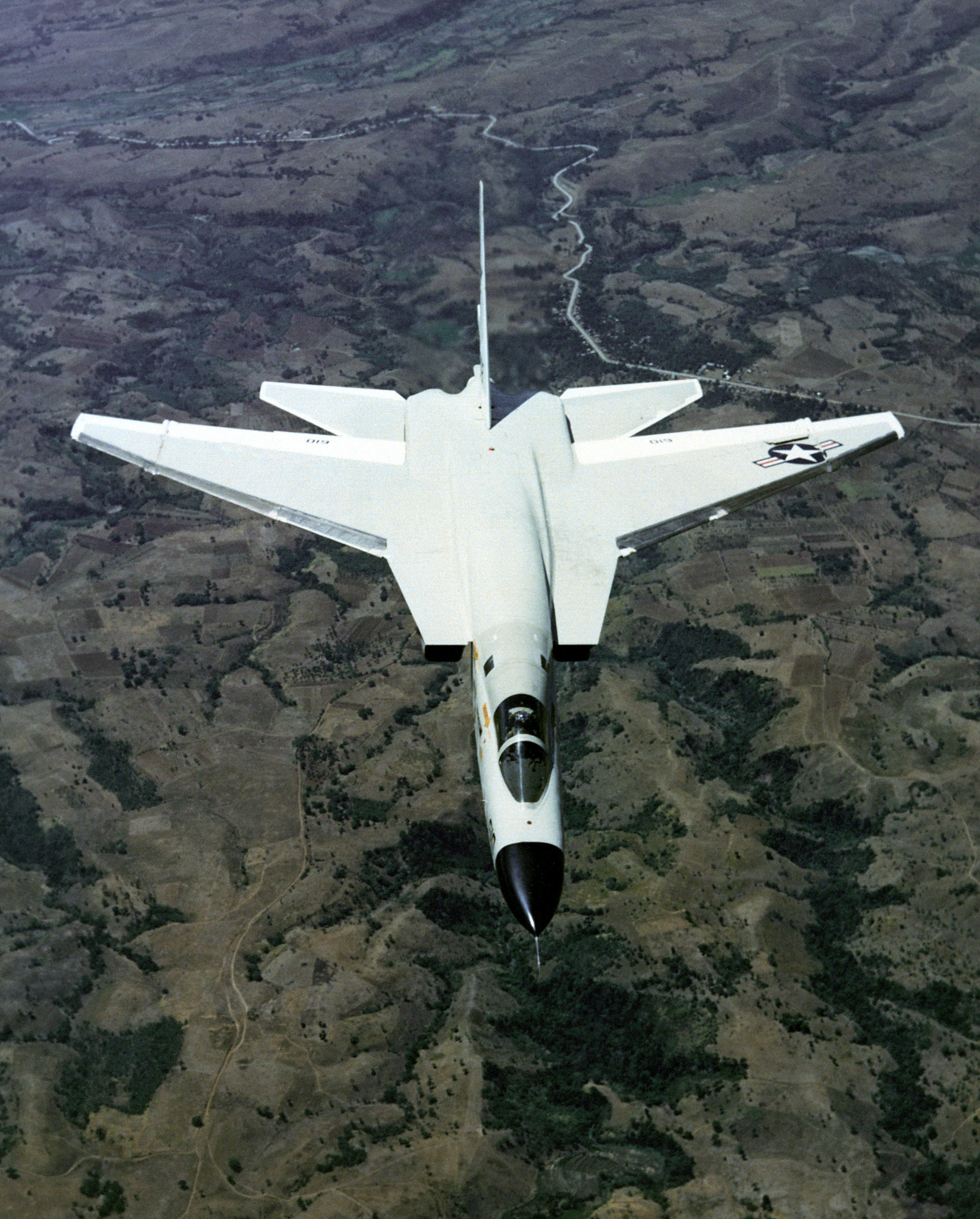
Horní pohled na letící RA-5C Vigilante.

V době svého zavedení byl Vigilante jedním z největších a rozhodně nejsložitějším letounem, který operoval z paluby letadlových lodí US Navy. Letoun měl hornoplošné uspořádání šípových křídel s náběžnou hranou pod úhlem 37,5° s odtokovou hranou pod úhlem 80°. Křídlo bylo vybaveno velkými vztlakovými klapkami s ofukováním pro zvýšení vztlaku při nízkých rychlostech. Na křídle byly použity spoilery místo křidélek. Vodorovné ocasní plochy byly diferencovaně vychylované, aby ve spojení se spoilery nahradily klasická křidélka. Vodorovné ocasní plochy měly náběžnou hranu pod úhlem 40° a odtokovou hranu pod úhlem 70°. Neobvyklé bylo také použití slitiny hliníku a lithia ALCOA 2020 pro konstrukci křídla a titanu pro nejvíce namáhané součásti. Letoun byl poháněn dvěma velice rozšířenými proudovými motory General Electric J79 (stejné byly použity na letounu F-4 Phantom II), což značně ulehčovalo jejich údržbu. Měl i poměrně velkou plovoucí svislou ocasní plochu. Konce křídel, svislá ocasní plocha a kryt nosu letounu byly sklopné, aby bylo ušetřeno místo na letadlové lodi.
V přídi trupu letounu byl umístěn radiolokátor a některé senzory. Na levé straně přídě se nacházel výklopný nástavec pro tankování za letu. Vigilante měl v přetlakové kabině dvě samostatná tandemově uspořádaná vystřelovací sedadla North American HS-1 pro pilota (vpředu) a bombometčíka-navigátora(BN) nebo průzkumného/útočného navigátora (RAN) v pozdějších průzkumných verzích letounu. Pilot mohl vystřelit obě sedadla najednou, zadní sedadlo mohlo být v případě potřeby vystřeleno samostatně. Kryt kabiny umožňoval pilotovi dobrý výhled dopředu, zatímco navigátor na zadním sedadle měl jen malá okénka po stranách. Původně se dokonce uvažovalo o tom, že navigátor nebude mít žádný průzor ven, jelikož tehdejší přístroje se lépe sledovaly ve tmě a navíc by byl navigátor chráněn před zábleskem jaderného výbuchu. Návrh se však setkal s nelibostí. A tak jako kompromis byla dosazena malá postranní okénka.
V zadní spodní části letounu se nacházel hák pro přistávání na palubě letadlové lodi.
Navzdory tomu, že US Navy letoun označovalo jako „těžký“, byl Vigilante překvapivě čilý na tak velké letadlo. Bez nákladu pum a raket dokonce dokázal doprovázet stíhací letadla, protože díky štíhlému trupu a výkonným motorům byl Vigilante velice rychlý jak ve vysokých tak i nízkých letových hladinách. Nicméně vysoká přibližovací rychlost a velký úhel sklonu při přistání, byly skutečnou výzvou pro nezkušené nebo neopatrné piloty během přistání na letadlové lodi. Při tvrdých přistáních na palubě letadlové lodi docházelo k prasknutí předního kola a následnému nasátí kousků gumy do motorů.

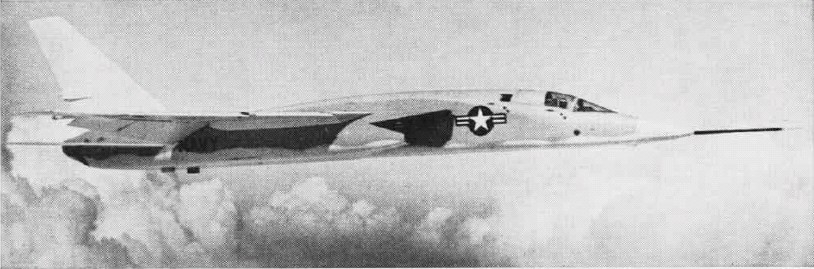
Prototyp YA-5C, 1963

Vigilante měl v době, kdy vstupoval do služby, složitou a vyspělou elektroniku. Jako jeden z prvních letounů měl instalován systém řízení „fly-by-wire“ (řízení pomocí elektricky přenášených signálů) se záložním mechanickým/hydraulickým řízením, počítačový zaměřovací systém AN/ASB-12 spolupracující s průhledovým displejem (jeden z prvních Pilot's Projected Display Indicator (PPDI)), víceúčelový radar, navigační a naváděcí systém REINS (založený na technologii vyvinuté pro mezikontinentální střely Navaho), kamerové průzkumné systémy a jeden z prvních digitálních počítačů, který byl znám pod označením VERDAN (Versatile Digital Analyzer).
Vzhledem k tomu, že letoun byl původně určen jako těžký palubní letoun útočící jadernými zbraněmi, byl vybaven novou unikátní „lineární pumovnicí“, ze které měly být pumy vymršťovány otvorem v zádi letounu. Pumovnice byla umístěna mezi motory na zádi letounu. Měla umožňovat větší ochranu posádky a přesnější zaměření cíle. Když totiž klasický bombardér odhodil bomby, ty sice padaly dolů, ale zároveň pokračovaly i v letu dopředu stejnou rychlostí, jakou letěl bombardér. Přesné zasažení cíle vyžadovalo velkou zručnost pilota i bombometčíka. Lineární pumovnice na zádi letounu měla umožnit vymrštění pumy zhruba stejnou rychlostí dozadu jako byla rychlost letounu, což by znamenalo, že by zůstala „stát na místě“ a padala by přímo dolů. Žádné výpočty by nebyly třeba – bomba by dopadla na místo, nad kterým byly odhozena. Další výhodou by bylo, že letoun se mohl rychle vzdálit od místa dopadu jaderné pumy, což by umožňovalo bombardování z malé výšky i ještě bezpečnější bombardování z velké výšky.
Jaderná zbraň, obvykle jaderná puma B28, byla obklopena dvěma jednorázovými přídavnými palivovými nádržemi před a za pumou, tak byl vytvořen jakýsi „vlak“. Myšlenkou bylo, že palivové nádrže se vyprázdní během letu k cíli, potom budou odhozeny spolu s bombou, budou působit jako stabilizátory a nakonec se od pumy oddělí malou náloží trhaviny. Znělo to hezky na papíře, ale ve skutečnosti tento systém nebyl nikdy realizován a žádná skutečná zbraň nebyla nikdy v lineární pumovnici přepravována. Ve verzi RA-5C byla pumovnice používána pouze pro přídavné palivové nádrže. I to však bylo občas příčinou problémů, nejméně ve třech případech došlo během startu z katapultu letadlové lodi k vymrštění palivových nádrží na palubu lodi, což vedlo ke ztrátě jednoho letounu.
Vigilante měl původně pouze dva pylony pod křídly, které byly určeny k nesení přídavných nádrží a výzbroje.
Druhá varianta letounu Vigilante variant,A3J-2 (A-5B), měla vnitřní palivovou nádrž zvětšenou o 1 741 l, která na hřbetu letounu vytvářela charakteristický „hrb“. Byly přidány i další dva závěsníky pod křídla, letoun měl tedy čtyři závěsníky. V praxi však byly používány jen zřídka. Dále byly vylepšeny klapky na náběžné hraně křídla a zesílen podvozek. Bylo objednáno 18 letounů této verze, ale bylo jich postaveno jen 6, zbylých 12 bylo postaveno ve verzi RA-5C.
Průzkumná verze letounu Vigilante, RA-5C (první vzlet 30. června 1962) měla mírně zvětšenou plochu křídla a byl přidán dlouhý kryt průzkumných senzorů pod trup letadla. Ty zahrnovaly průzkumný radar APD-7, infračervený scanner AAS-21, celou řadu kamer, elektronický průzkumný systém AN/ALQ-61 a systém elektronického rušení. RA-5C nesl i původní zaměřovací bombardovací systém AN/ASB-12 a mohl teoreticky i nést zbraně, ačkoliv k tomu ve službě nedošlo. Pod jedním křídlem měl namontován i elektronický blesk pro fotografování v noci, prakticky však nebyl téměř používán, protože přitahoval nepřátelskou pozornost.
Poslední vyrobené RA-5C měly instalovány výkonnější motory J79-10 s přídavným spalováním, každý s tahem 80 kN. Průzkumný Vigilante vážil o téměř 5 tun více než úderná bombardovací verze, přitom měl téměř stejný tah motorů a jen mírně zvětšenou plochu křídel. To mělo vliv na stoupavost a akceleraci, ale ve vodorovném letu zůstala rychlost prakticky stejná.

## Služba

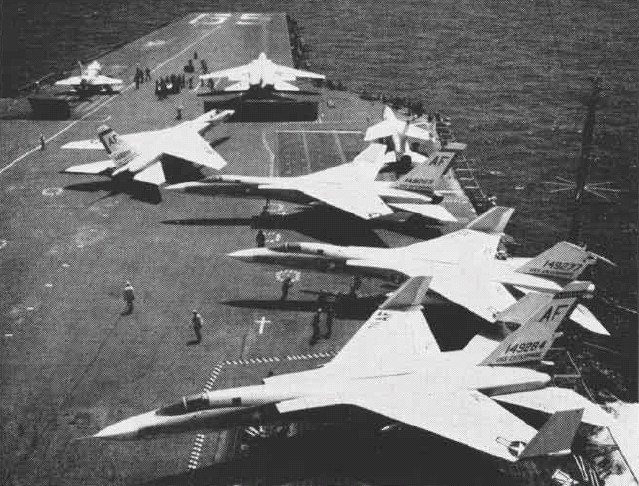
Letouny A-5A na USS Enterprise v roce 1962.

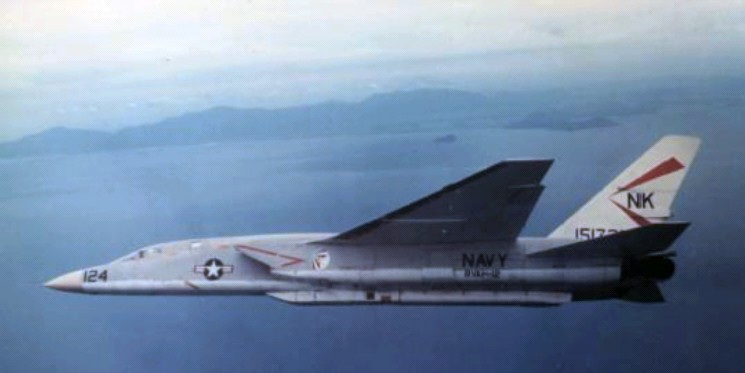
RVAH-12 RA-5C zahajující svou průzkumnou misi nad Vietnamem, 1967.

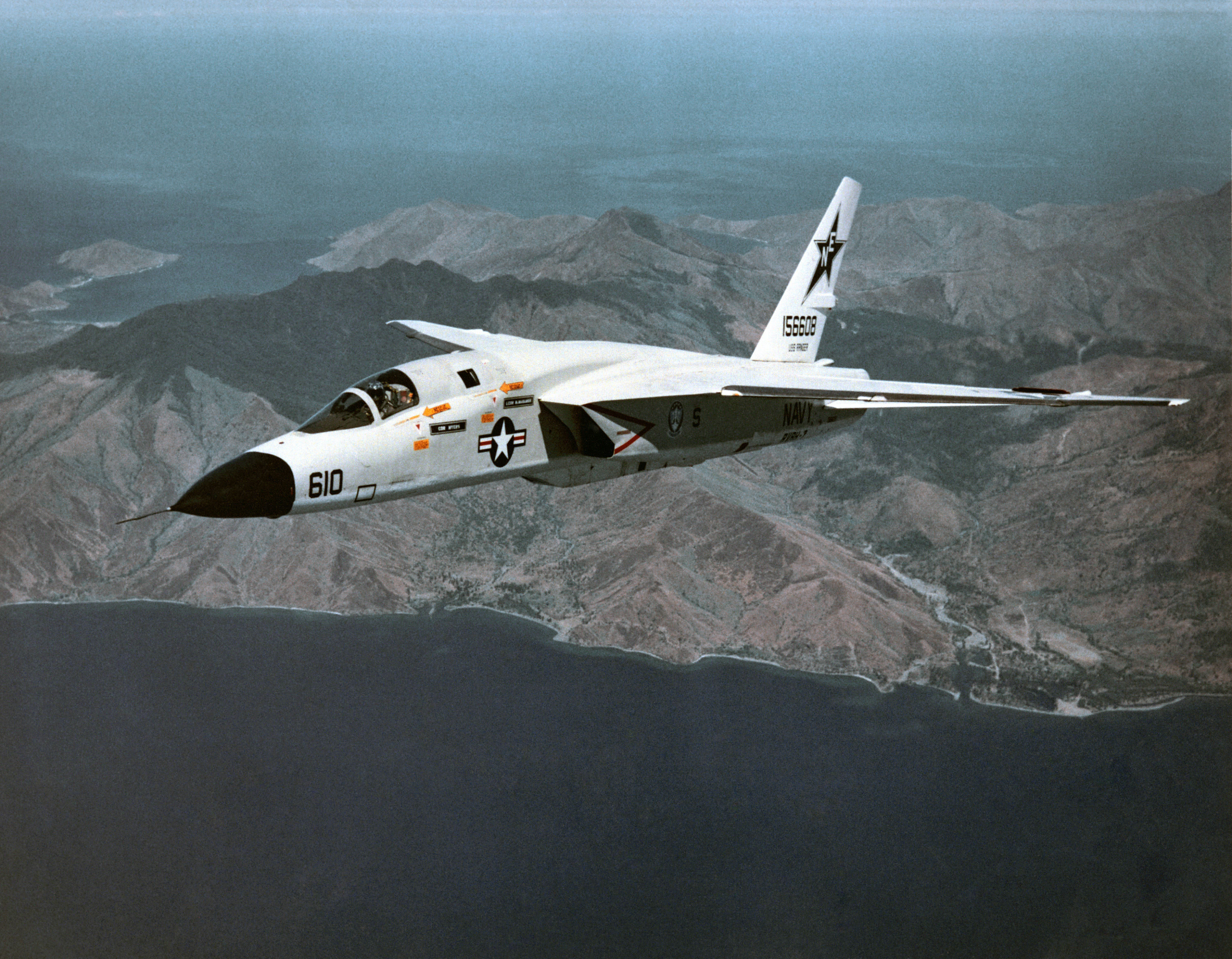
RA-5C Vigilante, č.156608 (RVAH-7) při pravděpodobně posledním letu v roce 1979. Tento letoun je nyní trvale vystaven na Naval Support Activity Mid-South (dříve Naval Air Station Memphis) v Tennessee.

Letoun vstoupil poprvé do služby pod označením A3J-1 v rámci těžké útočné letky (Heavy Attack Squadron) VAH-3 v červnu 1961 na námořní letecké základně Sanford na Floridě, kde nahradil letouny Douglas A-3 Skywarrior.
Podle plánu sjednocení značení letounů amerického letectva a námořnictva v září 1962, byl letoun Vigilante přeznačen na řadu A-5. Z původního označení A3J-1 se stalo A-5A a z vylepšené verze A3J-2 se stala A-5B. Průzkumná verze s původním označením A3J-3P, byla označena jako RA-5C.
Začátek operační služby letounu byl značně problematický s častými počátečními problémy s jeho pokročilými elektronickými systémy. Ačkoliv tyto systémy byly velice sofistikované, byly tyto technologie v té době ještě v plenkách a jejich spolehlivost byly velice malá. Například během testování měl počítač VERDAN střední dobu mezi poruchami menší než 15 minut! Tato doba se později zvedla na přijatelných 240 hodin. Ačkoliv tyto problémy byly časem překonány, tak jak údržba získávala zkušenosti s těmito systémy, letoun po celou dobu své kariéry značně zaměstnával pomocný personál.
Služba letounu A-5 se časově shodovala s významnou politickou změnou ohledně role US Navy v rámci strategických sil. Změna spočívala v orientaci US Navy na balistické rakety vypouštěné z ponorek Polaris místo jaderných zbraní vypouštěných z bombardérů. Tato úloha byla ponechána americkému letectvu (USAF). Z tohoto důvodu byl nákup tohoto letounu v roce 1963 ukončen. Z letounu se na chvíli stalo drahé letadlo bez jasného určení. Velení US Navy však pro letoun uplatnění našlo, změnilo jej v rychlé průzkumné letadlo.
První letouny RA-5C byly dodány k záložní letce (Fleet Replacement Squadron (FRS)), která byla následně přeznačena na Průzkumnou útočnou letku (Reconnaissance Attack Squadron) RVAH-3 na námořní letecké základně Sanford na Floridě v červenci 1963. V rámci Průzkumného leteckého křídla (Reconnaissance Attack Wing) ONE působilo celkem 10 letek letounů RA-5C. Letka RVAH-3 i nadále sloužila pro výcvik pilotů, údržby a podpůrného personálu. Letky RVAH-1, RVAH-5, RVAH-6, RVAH-7, RVAH-9, RVAH-11, RVAH-12, RVAH-13 a RVAH-14 byly obvykle umístěny na palubách letadlových lodí USS Forrestal (CV-59), USS Saratoga (CV-60), USS Ranger (CV-61), USS Independence (CV-62), USS Kitty Hawk (CV-63), USS Constellation (CV-64), USS Enterprise (CVN-65), USS America (CV-66), USS John F. Kennedy (CV-67) a nakonec i na USS Nimitz (CVN-68).
V roce 1968 kongres USA rozhodl o uzavření mateřské základny letounů – námořní letecké základny (NAS) Sanford na Floridě. Průzkumné letecké křídlo ONE působící na základně se všemi podřízenými letkami včetně všech letounů a personálu bylo přemístěno na leteckou základnu (AFB) Turner, což bylo Strategické vzdušné velitelství (Strategic Air Command (SAC)) letounů B-52 Stratofortress a KC-135 ve městě Albany v Georgii. SAC bylo následně zrušeno a letecká základna Turner byla od letectva (USAF) převedena pod námořnictvo (US Navy). Základna byla přejmenována na NAS Albany. V roce 1974, po šesti letech fungování NAS Albany, kongres USA rozhodl o uzavření i této základny v rámci redukce ozbrojených sil po Vietnamské válce. Letouny RA-5C i s personálem byly přemístěny na NAS Key West na Floridě.
Navzdory své užitečné službě, byl provoz letounu drahý a náročný. Také zabíral mnoho drahocenného prostoru na palubě a v hangárech letadlových lodí. S koncem války ve Vietnamu (od roku 1974) přišlo postupné rušení letek. Poslední letka RVAH-7 ukončila svou službu v západním Pacifiku na palubě letadlové lodi USS Ranger (CV-61) na konci roku 1979. Poslední let RA-5C byl proveden 20. listopadu 1979 když Vigilante opustil NAS Key West na Floridě. Průzkumné útočné křídlo ONE bylo následně zrušeno na námořní letecké základně Key West, Florida v lednu 1980. Většina letounů skončila na „leteckém hřbitově“ na letecké základně Davis-Monthan v Arizoně.
Vigilante tedy nezakončil svou leteckou kariéru tak jako letoun Douglas A-3 Skywarrior, který sloužil pro elektronický boj a tankování ve vzduchu, označený jako EA-3B a KA-3B, až do začátku 90. let 20. století.
V roli palubního průzkumného letounu byl Vigilante nahrazen stíhačkami. Upravené letouny F-8 Crusader, již sloužily na začátku 60. let v rámci lehkých fotografických letek (VFP-62 a VFP-63) na starších letadlových lodích, které nemohly nést letouny Vigilante. Jediná fotografická letka (VMFP-3) námořní pěchoty (USMC) v tomto období používala letouny RF-4B Phantom II. Tyto letky nahradily Vigilante na konci 70. a v první polovině 80. let 20. století, dokud jejich úlohu nepřevzaly letouny F-14 Tomcat.

### Válka ve Vietnamu

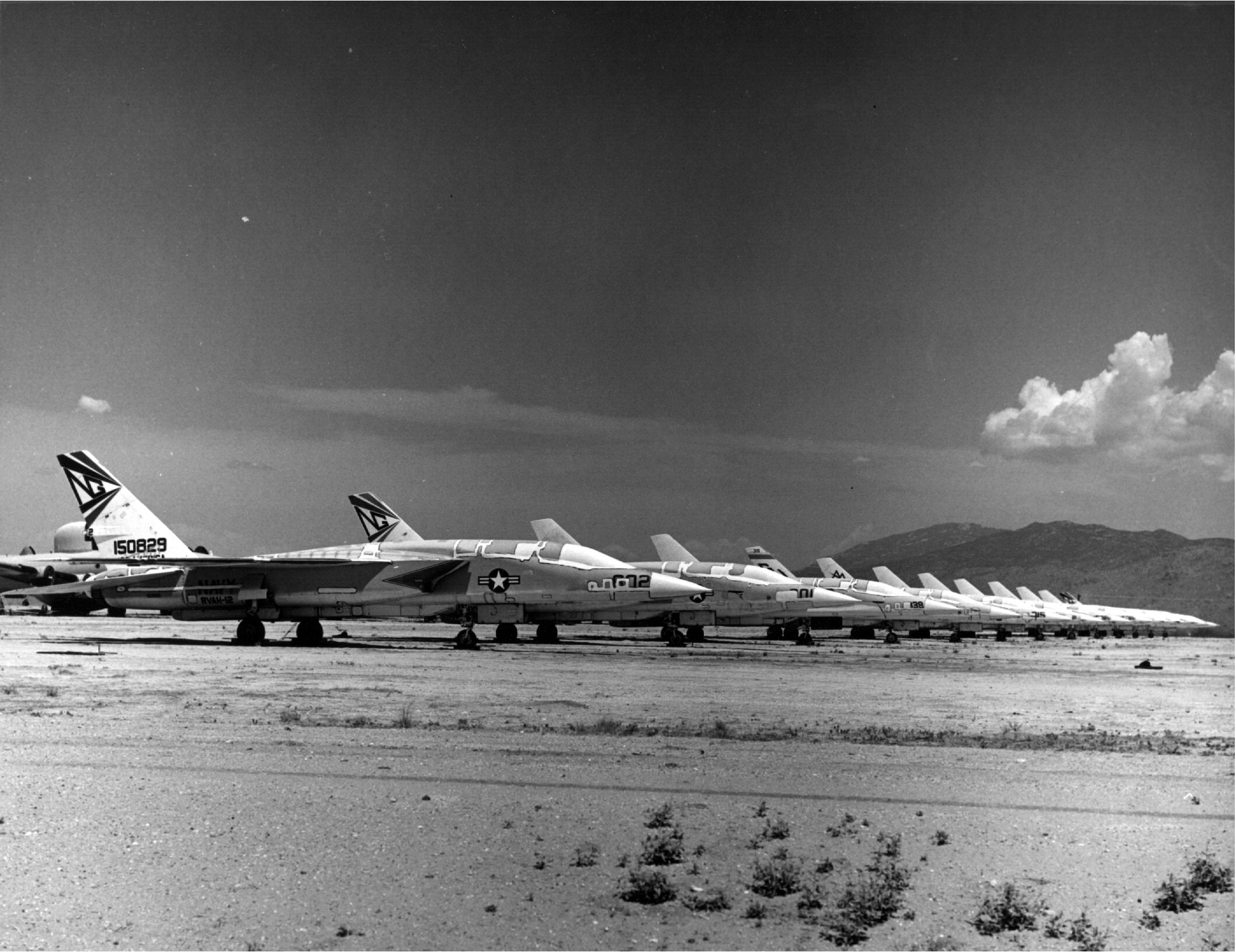
Vyřazené letouny Vigilante na "leteckém hřbitově" v Arizonské poušti.

Osm z deseti letek RA-5C se od srpna 1964 ve velké míře zúčastnily i války ve Vietnamu, kde prováděly nebezpečné průzkumné akce ve středních výškách. Ačkoliv byl letoun rychlý a obratný, bylo celkem 18 strojů ztraceno v boji – 13 bylo sestřeleno flakem, 2 protileteckou řízenou střelou, 1 sestřelil nepřátelský MiG-21 a poslední dva byly ztraceny nad nepřátelským územím z neznámé příčiny. Dalších 9 strojů bylo ztraceno při různých nehodách během služby ve skupině Task Force 77. Vzhledem k těmto ztrátám bylo v letech 1968–1970 postaveno dalších 36 letounů RA-5C.
Letouny RA-5C byly ve Vietnamu používány ke sledování míst soustředění a pohyb nepřítele, sledování cílů před leteckým útokem a vyhodnocení škod způsobených nepříteli po útoku. Na začátku války byly rovněž používány k leteckému snímkování, za účelem vytvoření podrobné mapy Vietnamu.
Letouny Vigilante startovaly obvykle jako poslední, protože i když byly některé stroje teoreticky rychlejší, nenaložený RA-5C snadno dostihnul ostatní letouny obtěžkané výzbrojí. Ve vzduchu byl však bezbranný, a proto mu dělaly obvykle doprovod letouny F-4 Phantom II. Tyto letouny jej chránily před nepřátelskými MiGy a sloužili pilotovi i jako další „oči“, jelikož pilot RA-5C neviděl vůbec dozadu. Piloti letounů F-4 Phantom II často žádali piloty RA-5C, aby zpomalili, aby s ním mohli držet krok.
Nad nepřátelským územím se letouny pohybovaly vždy nadzvukovou rychlostí se zapnutým přídavným spalováním. Piloti létali v letových hladinách od 2 100 do 2 400 m a často využívali schopnost kamer a ostatních čidel snímat cíl šikmo ze strany, tak aby nemuseli proletět přímo nad cílem. Na svojí velikost byl Vigilante natolik rychlý a obratný, že se mnohokrát dokázal vyhnout protiletadlové řízené střele.
Ztráty letounů Vigilante byly poměrně vysoké (18 letadel), protože jeho úkoly byly nebezpečné. Pokud letoun prováděl průzkum před leteckým útokem, byl relativně v bezpečí. Pokud však prováděl vyhodnocování škod po útoku, byl v nebezpečné situaci, protože Vietnamci velice rychle zjistili, že krátce po útoku přilétá tento průzkumný letoun a snažili se na jeho přílet připravit. Posádky tomuto nebezpečí čelili tak, že svou průzkumnou misi vykonávali prakticky s dopadem posledních bomb, aby nepříteli nedali čas.
Z 36 členů posádek sestřelených nad nepřátelským územím se podařilo zachránit jen 9.

### Vliv na vývoj jiných letadel
Během služby letounu se jeho design a uspořádání stalo vzorem pro prototyp letounu North American XF-108 Rapier, což byl stíhací letoun dosahující rychlosti Mach 3, původně navržený jako doprovod bombardéru North American XB-70 Valkyrie. Ačkoliv oba projekty byly nakonec neúspěšné, sovětský stíhací letoun MiG-25 byl do značné míry ovlivněn americkými pokroky ve vysokorychlostním výškovém létání. Sovětský letoun MiG-25 byl navržen a zkonstruován, mimo jiné pro to aby čelil této nové americké hrozbě.Ačkoliv tedy existují určité podobnosti mezi letouny Vigilante a MiG-25, je letoun MiG-25 zcela unikátní.

### Letecké rekordy
13. prosince 1960 Navy Commander Leroy Heath na místě pilota a námořní poručík Larry Monroe na místě navigátora dosáhli s A3J Vigilante nového výškového světového rekordu 27 874,2 m (91 450,8 ft). Letoun nesl 1 000 kg nákladu a ustanovil tak nový výškový rekord, přičemž předcházející překonal o více než 6 km. Tento nový rekord držel více než 13 let.

## Dochované exempláře

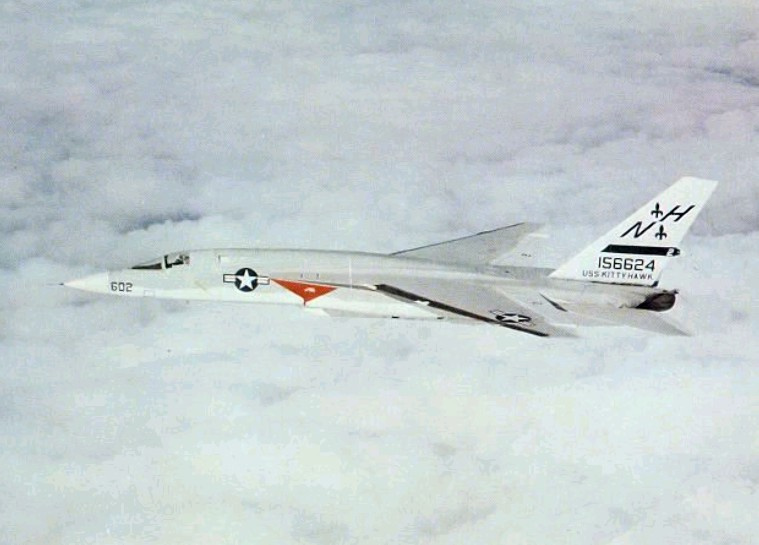
RA-5C č.156624 je zachován v National Museum of Naval Aviation.

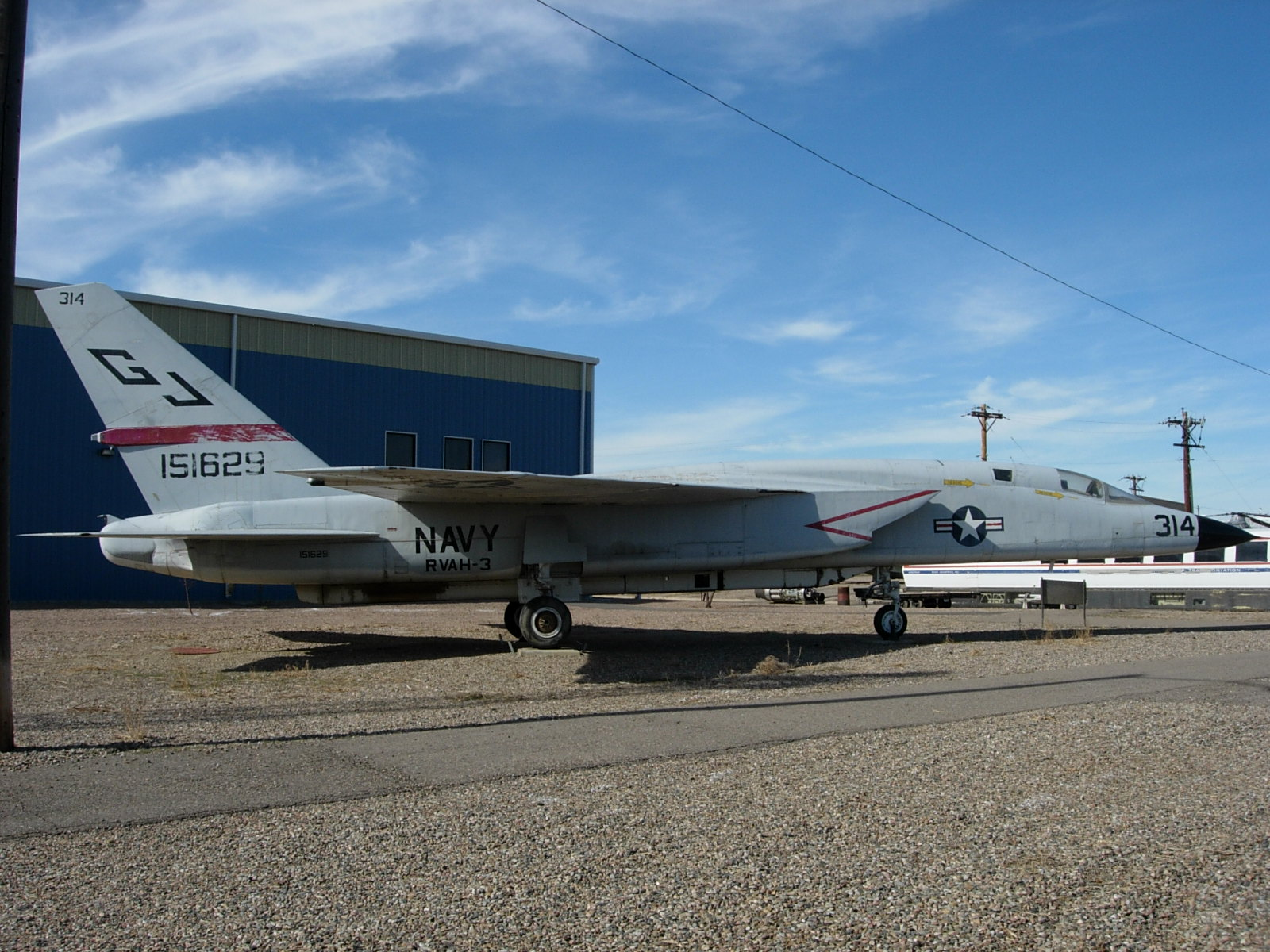
RA-5C č.151629 vystavený v Pueblo Weisbrod Aircraft Museum, Colorado, listopad 2007.

V USA je současnosti vystavena nebo uložena řada těchto letounů:
- A-5A č.146697, nejstarší vystavený Vigilante a jediný letoun ve své původní konfiguraci nukleárního útočného bombardéru, vystavený v Naval Air Station Patuxent River, Maryland.
- RA-5C č.149289 je vystaven v Pima Air & Space Museum ve městě Tucson, Arizona. Byl sem přemístěn z dlouhodobého uskladnění na blízké letecké základně Davis-Monthan a nese označení RVAH-3.
- RA-5C č.151629 vystavený v Pueblo Weisbrod Aircraft Museum (bývalé Fred E. Weisbrod Museum/International B-24 Museum) v Pueblu, Colorado. Je vystaven s označením RVAH-3.
- RA-5C č.156608 vystavený v Naval Support Activity Mid-South, bývalá NAS Memphis, Tennessee. Je to poslední letoun RA-5C vyřazený ze služby a nese označení své poslední letky RVAH-7, v které sloužil na palubě USS Ranger (CV-61) v roce 1979.
- RA-5C č.156612 vystavený na námořní letecké základně (NAS) Key West, Florida u hlavní brány na základnu. Nese označení RVAH-3.
- RA-5C č.156621 byl původně vystaven v bývalé U.S. Naval Photographic School na NAS Pensacola, Florida. Pak byl odeslán na východní pobřeží a byl k vidění na palubě muzejní letadlové lodi USS Intrepid (CVS-11) v New Yorku. V roce 2005 letoun získalo New York State Aerosciences Museum (ESAM) ve městě Glenville, stát New York. Během přepravy z letadlové lodi Intrepid byl letoun lehce poškozen. V současnosti (rok 2010) prochází rekonstrukcí, aby mohl být vystaven. Nese označení záložní letky RA-5C (FRS) RVAH-3.
- RA-5C č.156624 vystavený v National Museum of Naval Aviation na NAS Pensacola, Florida. Je vystaven v označení RVAH-6, ve kterém ukončil své působení na palubě USS Nimitz (CVN-68) v roce 1978.
- RA-5C č.156632 umístěný na mezinárodním letišti Orlando Sanford (bývalá námořní letecká základna Sanford) v Sanfordu, Florida v roce 2004 jako památník posádek a pomocného personálu letounů A-5, kteří sloužili na NAS Sanford. Nese označení RVAH-3.
- RA-5C č.156638 vystavený na NAS Falkon, Nevada. Byl sem přemístěn z Naval Air Weapons Station China Lake, Kalifornie a je označen jako RVAH-12.
- RA-5C č.156640 je v současné době uskladněn v Naval Air Weapons Station China Lake, Kalifornie.
- RA-5C č.156641 je vystaven na muzejní USS Midway v San Diegu, Kalifornie. Nese označení RVAH-12.
- RA-5C č.156643, poslední vyrobený letoun A-5 je vystavený v Patuxent River Naval Air Museum, Maryland. Byl sem přemístěn z NAS Key West, Florida a je vystaven jako zkušební letoun, který zde v 70. letech působil.
- V roce 2004, byly všechny letouny RA-5C uskladněné u 309. skupiny letecké údržby a regenerace (309th Aerospace Maintenance and Regeneration Group) na letecké základně Davis-Monthan, Arizona buď zrušeny nebo přemístěny. Některé byly použity jako zkušební terče pro klasické bomby nebo řízené střely. Malý počet draků těchto letounů v různém stavu je v současné době uskladněn v Naval Air Weapons Station China Lake, Kalifornie.

## Varianty

### XA3J-1
- Prototypy. Byly postaveny 2 kusy.

### A-5A (A3J-1)
- První sériově vyráběná varianta letounu – bombardér s jadernou výzbrojí..
- Postaveno 59 letounů; 43 z nich později přestavěno na typ RA-5C.

### A-5B (A3J-2)
- Bombardér s jadernou výzbrojí. Měl mít větší dolet než předchozí verze.
- Nebyl dokončen – viz verze YA-5C.

### YA-5C (XA3J-3P)
- 6 nedokončených letounů A-5B, které byly přestavěny na prototypy průzkumné verze.

### RA-5C (A3J-3P)
- Průzkumná varianta letounu.
- Postaveno 91 letounů; dalších 43 letounů přestavěno z verze A-5A.

## Specifikace (A-5A Vigilante)
Data pocházejí z North American Rockwell A3J (A-5) Vigilante

### Technické údaje
- Posádka: 2
- Rozpětí: 16,16 m
- Délka: 23,32 m
- Výška: 5,91 m
- Nosná plocha: 65,1 m²
- Plošné zatížení: 308,3 kg/m²
- Prázdná hmotnost: 14 870 kg
- Max. vzletová hmotnost : 28 615 kg
- Pohonná jednotka: 2× proudový motor s přídavným spalováním General Electric J79-GE-8
- Tah pohonné jednotky: 48 kN (76 kN s přídavným spalováním)

### Výkony
- Maximální rychlost: Mach 2,0 (2 123 km/h, 1 149 uzlů, 1 320 mph) ve výšce 12 200 m (40 000 ft)
- Dolet: 2 909 km
- Dostup: 15 880 m (52 100 ft)
- Stoupavost: 40,6 m/s (8 000 ft/min)

### Výzbroj
- 1× jaderná puma Mk 27, B28 nebo B43 ve vnitřní pumovnici
- 2× jaderná puma B43 nebo klasické pumy Mk 83 nebo Mk 84 na dvou venkovních závěsnících

## Uživatelé
USA
- US Navy

## Podobná letadla
- BAC TSR-2
- Tupolev Tu-22